# نهائي دوري أبطال أوروبا 2024
نهائي دوري أبطال أوروبا 2024 (بالإنجليزية: 2024 UEFA Champions League final) هي المباراة النهائية لدوري أبطال أوروبا 2023–24؛ من الموسم الثامن والستين من بطولة كأس الأندية الأوروبية البطلة/دوري أبطال أوروبا التي ينظمها الاتحاد الأوروبي لكرة القدم، والموسم الثاني والثلاثين منذ أن أعيد تسميته من كأس الأندية الأوروبية البطلة إلى دوري أبطال أوروبا. أُقيمت المباراة في ملعب ويمبلي في لندن، إنجلترا، في 1 يونيو 2024، بين بوروسيا دورتموند وريال مدريد. بسبب تأجيل ونقل نهائي دوري أبطال أوروبا 2020، أُجلت استضافة النهائي لمدة عام، حيث استضافت لندن نهائي 2024 بدلاً من ذلك.
فاز ريال مدريد بالمباراة 2-0 ليحقق 15 لقب في دوري أبطال أوروبا، وهو رقم قياسي، ولينال لقبه السادس في إحدى عشرة سنة. كفائزين، سيلعبوا ضد أتالانتا الفائز الدوري الأوروبي 2023–24 في كأس السوبر الأوروبي 2024، وسيشارك في كأس القارات للأندية 2024 الجديد. وكأس العالم للأندية 2025.
حقق أربعة لاعبين من ريال مدريد داني كارفاخال، توني كروس، لوكا مودريتش، وناتشو فرنانديز، الرقم القياسي المسجل باسم باكو خينتو بالفوز بستة ألقاب في دوري أبطال أوروبا؛ جميعهم باستثناء كروس فازوا بجميع ألقابهم الستة مع ريال مدريد. بالإضافة إلى ذلك، انضم كارفاخال إلى خينتو كأحد اللاعبين الوحيدين اللذين بدأوا في ستة نهائيات فائزة مختلفة في المسابقة.

## الخلفية
بالنسبة لنادي بوروسيا دورتموند، كانت هذه ثالث مرة يصل فيها إلى نهائي دوري أبطال أوروبا، والأولى منذ الخسارة 1-2 في الكلاسيكو الألماني أمام بايرن ميونيخ في نهائي دوري أبطال أوروبا 2013 الذي أُقيم أيضًا في ملعب ويمبلي. كما أنه كان أول نهائي أوروبي للمدرب إيدين تيرزيتش. بالإضافة إلى ذلك، لعب دورتموند في نهائي كأس الكؤوس الأوروبية مرة واحدة (وفاز به في نهائي كأس الكؤوس الأوروبية 1966)، ونهائيين في الدوري الأوروبي (خسر في نهائي كأس الاتحاد الأوروبي 1993 ونهائي كأس الاتحاد الأوروبي 2002).
أما ريال مدريد خاض نهائي كأس أوروبا / دوري أبطال أوروبا الثامن عشر في تاريخه، وهو رقم قياسي، والثاني في غضون ثلاث سنوات. فاز ريال مدريد بـ 14 نهائيًا سابقًا (في 1956، 1957، 1958، 1959، 1960، 1966، 1998، 2000، 2002، 2014، 2016، 2017، 2018 و2022) وخسر ثلاثة نهائيات (1962، 1964 و1981). وصل مدربهم كارلو أنشيلوتي إلى نهائي دوري أبطال أوروبا للمرة السادسة في تاريخه، وهو رقم قياسي، حيث فاز في 2003 و2007 وخسر في 2005 أثناء تدريبه إيه سي ميلان، وفاز في نهائيي 2014 و2022 مع ريال مدريد. كما لعب ريال مدريد في نهائيين لكأس الكؤوس الأوروبية (خسر في 1071 و1983) ونهائيين لكأس الاتحاد الأوروبي (فاز في 1985 و1986).
كان هذا أول نهائي لدوري أبطال أوروبا بين الناديين، وأول لقاء بينهما في المسابقات الأوروبية منذ مواجهات مرحلة المجموعات في دوري أبطال أوروبا 2017–18، عندما فاز ريال مدريد 3-1 و3-2.

### عن الفريقين
في الجدول التالي، كانت النهائيات حتى عام 1992 في حقبة كأس أوروبا، منذ عام 1993 كانت في حقبة دوري أبطال أوروبا.
| الفريق           | رقم المشاركة (ظهور الفريق في نهائيات دوري أبطال أوروبا السابقة (الخط الغليظ يشير لسنة التتويج))           |
| ---------------- | --- |
| بوروسيا دورتموند | 3 (1997، 2013)                                                                                            |
| ريال مدريد       | 18 (1956، 1957، 1958، 1959، 1960، 1962، 1964، 1966، 1981، 1998، 2000، 2002، 2014، 2016، 2017، 2018، 2022) |

## الملعب
كانت هذه هي المرة الثالثة التي أُقيم فيها نهائي دوري أبطال أوروبا في ملعب ويمبلي بعد تجديده، بعد أن استضاف النهائيين في عامي 2011 و2013. بشكل عام، هذا النهائي الثامن الذي أُقيم في لندن، حيث أُقيمت النهائيات الخمسة الأخرى في ملعب ويمبلي القديم في أعوام 1963، 1968، 1971، 1978، و1992. كما كانت هذه المباراة هي النهائي التاسع لكأس أوروبا الذي يُقام في إنجلترا، بعد نهائي 2003 الذي أُقيم في أولد ترافورد في مانشستر، ليعادل الرقم القياسي لتسعة نهائيات كأس أوروبا أُقيمت في إيطاليا وألمانيا وإسبانيا. كما أنه هذا النهائي الثالث عشر الذي يُقام في المملكة المتحدة، حيث أُقيمت النهائيات في عامي 1960، 1976، و2002 في اسكتلندا، ونهائي 2017 في ويلز. كما استضاف ملعب ويمبلي مباريات في يورو 2020، بما في ذلك نصف النهائي والنهائي.

### اختيار المستضيف
فتح الاتحاد الأوروبي لكرة القدم الباب لتقديم عروض في 22 فبراير 2019 لاختيار أماكن استضافة نهائيات دوري أبطال أوروبا لعامي 2022 و2023. كان لدى الاتحادات حتى 22 مارس 2019 لإبداء الرغبة، وكان آخر موعد لتقديم العروض والملفات في 1 يوليو 2019.
قدم الاتحاد الإنجليزي لكرة القدم عرضًا لاستضافة نهائي 2023 في ملعب ويمبلي بلندن للاحتفال بالذكرى المئوية لافتتاح الملعب الأصلي في 1923. اُختير ملعب ويمبلي من قبل اللجنة التنفيذية للاتحاد الأوروبي خلال اجتماعهم في ليوبليانا، سلوفينيا، في 24 سبتمبر 2019 لنهائي 2020، وحُددت أماكن استضافة نهائيات دوري الأبطال لعامي 2021 و2022.
في 17 يونيو 2020، أعلنت اللجنة التنفيذية للاتحاد الأوروبي أن لندن ستستضيف نهائي 2024 بدلاً من ذلك بسبب تأجيل ونقل نهائي 2020.

## الطريق إلى النهائي
ملاحظة: في جميع النتائج أدناه، تظهر نتيجة المتأهل للمباراة النهائية أولاً (د: داخل الديار؛ خ: خارج الديار).
| م | الفريق           | لعب | نقاط |
| - | ---------------- | --- | ---- |
| 1 | بوروسيا دورتموند | 6   | 11   |
| 2 | باريس سان جيرمان | 6   | 8    |
| 3 | إيه سي ميلان     | 6   | 8    |
| 4 | نيوكاسل يونايتد  | 6   | 5    |

| م | الفريق         | لعب | نقاط |
| - | -------------- | --- | ---- |
| 1 | ريال مدريد     | 6   | 18   |
| 2 | نابولي         | 6   | 10   |
| 3 | سبورتينغ براغا | 6   | 4    |
| 4 | يونيون برلين   | 6   | 2    |

### بوروسيا دورتموند
تأهل بوروسيا دورتموند إلى مرحلة المجموعات من دوري أبطال أوروبا بعد حصوله على المركز الثاني في الدوري الألماني 2022–23. في مرحلة المجموعات، وُضع في المجموعة السادسة بجانب بطل الدوري الفرنسي باريس سان جيرمان، والفريق الذي حصل على المركز الرابع في الدوري الإيطالي ميلان، والفريق الذي حصل على المركز الرابع في الدوري الإنجليزي نيوكاسل يونايتد. التي كانت تُعتبر "مجموعة الموت".
في المباراة الافتتاحية لمرحلة المجموعات، واجه بوروسيا دورتموند باريس سان جيرمان في بارك دي برينس وخسر 0-2، بأهداف من كيليان مبابي وأشرف حكيمي. في المباراة الثانية، تعادل دورتموند بدون أهداف مع ميلان في سيغنال إيدونا بارك. في المباراة الثالثة، هزم دورتموند نيوكاسل يونايتد خارج أرضه 1-0 بهدف من فيليكس نميشا. في المباراة الرابعة، فاز دورتموند 2-0 على نيوكاسل يونايتد في ملعبه بأهداف من نيكلاس فولكروغ وجوليان براندت. في المباراة الخامسة، فاز دورتموند 3-1 ضد ميلان في سان سيرو، بأهداف من ماركو رويس، جيمي بينو جيتنز وكريم أديمي، بينما سجل صامويل تشوكويزي هدف ميلان. في المباراة السادسة، تعادل دورتموند 1-1 مع باريس سان جيرمان في سيغنال إيدونا بارك، بهدف من أديمي وهدف من وارن زائير إيمري لباريس سان جيرمان.
في دور الـ16، واجه دورتموند فريق آيندهوفن. مباراة الذهاب في فيليبس ستاديون، تعادل دورتموند 1-1، بأهداف من دونيايل مالين ولوك دي يونغ. في مباراة الإياب، فاز دورتموند 2-0 على آيندهوفن، بأهداف من جادون سانشو وماركو رويس ليفوز بمجموع 3-1 ويتأهل إلى ربع النهائي.
في ربع النهائي، واجه دورتموند أتلتيكو مدريد. في مباراة الذهاب في ملعب ميتروبوليتانو، خسر دورتموند 1-2، بأهداف من رودريغو دي بول، سامويل لينو وسيباستيان هالير، الذي سجل هدفًا متأخرًا أنقذ فرص دورتموند للعودة. في مباراة الإياب، فاز دورتموند 4-2 في ملعبه ليتأهل إلى نصف النهائي بمجموع 5-4، حيث سجل جوليان براندت، إيان ماتسين، نيكلاس فولكروغ، مارسيل زابيتسر، ماتس هوملز (هدف في مرماه) وأنخيل كوريا.
في نصف النهائي، واجه دورتموند باريس سان جيرمان، في إعادة لمواجهة مرحلة المجموعات. في مباراة الذهاب في سيغنال إيدونا بارك، سجل نيكلاس فولكروغ هدف الفوز الوحيد ليحقق دورتموند الانتصار 1-0. في مباراة الإياب في بارك دي برينس، فاز دورتموند مرة أخرى 1-0 بهدف من ماتس هوملز، ليتأهل دورتموند إلى النهائي لأول مرة منذ أحد عشر عامًا بمجموع 2-0.

### ريال مدريد

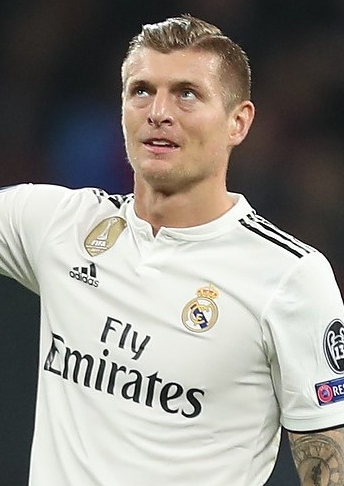
نهائي دوري أبطال أوروبا 2024 سيكون آخر مباراة كرة قدم لتوني كروس مع الأندية، وسيكون ظهوره السابع في نهائي هذه المسابقة.

تأهل ريال مدريد إلى مرحلة المجموعات من دوري أبطال أوروبا بعد حصوله على المركز الثاني في الدوري الإسباني. وضعته القرعة في المجموعة الثالثة بجانب بطل الدوري الإيطالي نابولي، والفريق الذي حصل على المركز الثالث في الدوري البرتغالي سبورتينغ براغا، والفريق الذي حصل على المركز الرابع في الدوري الألماني يونيون برلين.
أنهى ريال مدريد مرحلة المجموعات بتسجيل ستة انتصارات من أصل ست مباريات. افتتح الفريق مرحلة المجموعات في ملعب سانتياغو برنابيو ضد يونيون برلين، حيث سجل جود بيلينغهام هدف الفوز في الدقيقة الأخيرة ليحقق الفوز 1-0. في المباراة الثانية، فاز الفريق بنتيجة 3-2 خارج أرضه ضد نابولي في ملعب دييغو أرماندو مارادونا، حيث سجل الأهداف فينيسيوس جونيور، بيلينغهام، وهدف في مرماه من حارس نابولي أليكس ميريت، بينما سجل ليو أوستيغارد وبيوتر زيلينسكي للفريق المضيف. في المباراة الثالثة، هزم مدريد براغا خارج أرضه 2-1، حيث سجل رودريغو وبيلينغهام، وسجل ألفارو جالو هدف فريقه. في المباراة الرابعة، فاز مدريد على براغا 3-0 في ملعبه بأهداف من براهيم دياز، فينيسيوس، ورودريغو. في المباراة الخامسة، حقق مدريد فوزًا بنتيجة 4-2 ضد نابولي في ملعبه بأهداف من فينيسيوس، بيلينغهام، نيكو باز، وخوسيلو، بينما سجل جيوفاني سيميوني وأندريه فرانك زامبو أنغيسا للفريق الضيف. في المباراة السادسة، حققوا الفوز بنتيجة 3-2 خارج أرضهم ضد يونيون برلين بعد أن سجل خوسيلو هدفين وداني سيبايوس هدف الفوز، بينما سجل كيفن فولاند وأليكس كرال لأصحاب الأرض.
في دور الـ16، وُضِع ريال مدريد في مواجهة آر بي لايبزيغ الألماني. في مباراة الذهاب التي أُقيمت في ريد بول أرينا، سجل براهيم دياز هدف الفوز لريال مدريد 1-0 خارج الديار. في مباراة الإياب، تعادل ريال مدريد 1-1، رغم تسجيل فيلي أوربان هدفًا لفريقه، إلا أن هدف فينيسيوس كان كافيًا لتأهل مدريد بمجموع 2-1.
في ربع النهائي، وُضِع ريال مدريد في مواجهة بطل إنجلترا وحامل لقب دوري أبطال أوروبا مانشستر سيتي للعام الثالث على التوالي. انتهت المباراة الأولى في سانتياغو برنابيو بتعادل مثير 3-3، حيث سجل أهداف مانشستر سيتي برناردو سيلفا، فيل فودين، ويوشكو غفارديول، بينما سجل لمدريد روبن دياز (في مرماه)، رودريغو، وفيديريكو فالفيردي. انتهت مباراة الإياب في ملعب الاتحاد أيضًا بالتعادل، حيث سجل رودريغو هدف مبكر لريال مدريد بالمقابل سجل كيفين دي بروين هدف التعادل. انتهت المباراة 1-1 بعد الوقت الإضافي ولجأت إلى ركلات الترجيح لتحديد الفائز بعد التعادل الإجمالي 4-4. كانت هذه أول ركلات ترجيح لريال مدريد في دوري الأبطال مُنذ نهائي 2016. حارس المرمى أندري لونين أنقذ ركلتين جزاء من سيلفا وماتيو كوفاسيتش، بينما أضاع لوكا مودريتش ركلته، وسجل أنطونيو روديغر ركلة الجزاء الحاسمة ليؤهل فريقه إلى نصف النهائي.
في نصف النهائي، وُضِع ريال مدريد في مواجهة بطل ألمانيا بايرن ميونيخ، وهو أول "كلاسيكو أوروبي" مُنذ دوري أبطال أوروبا 2017–18. في مباراة الذهاب في أليانز أرينا، تعادل الفريقان 2-2 بهدفين من فينيسيوس جونيور، وسجل للبايرن كلاً من ليروي ساني وهاري كين. في المباراة الثانية في سانتياغو برنابيو، كان ريال مدريد متأخرًا بهدف من ألفونسو ديفيز، إلا أن هدفين من خوسيلو في الدقائق الأخيرة قلبا النتيجة لصالح فريقه 2-1 في المباراة و4-3 في الإجمالي، ليتأهل إلى النهائي السادس له في عشر سنوات.

## قبل المباراة

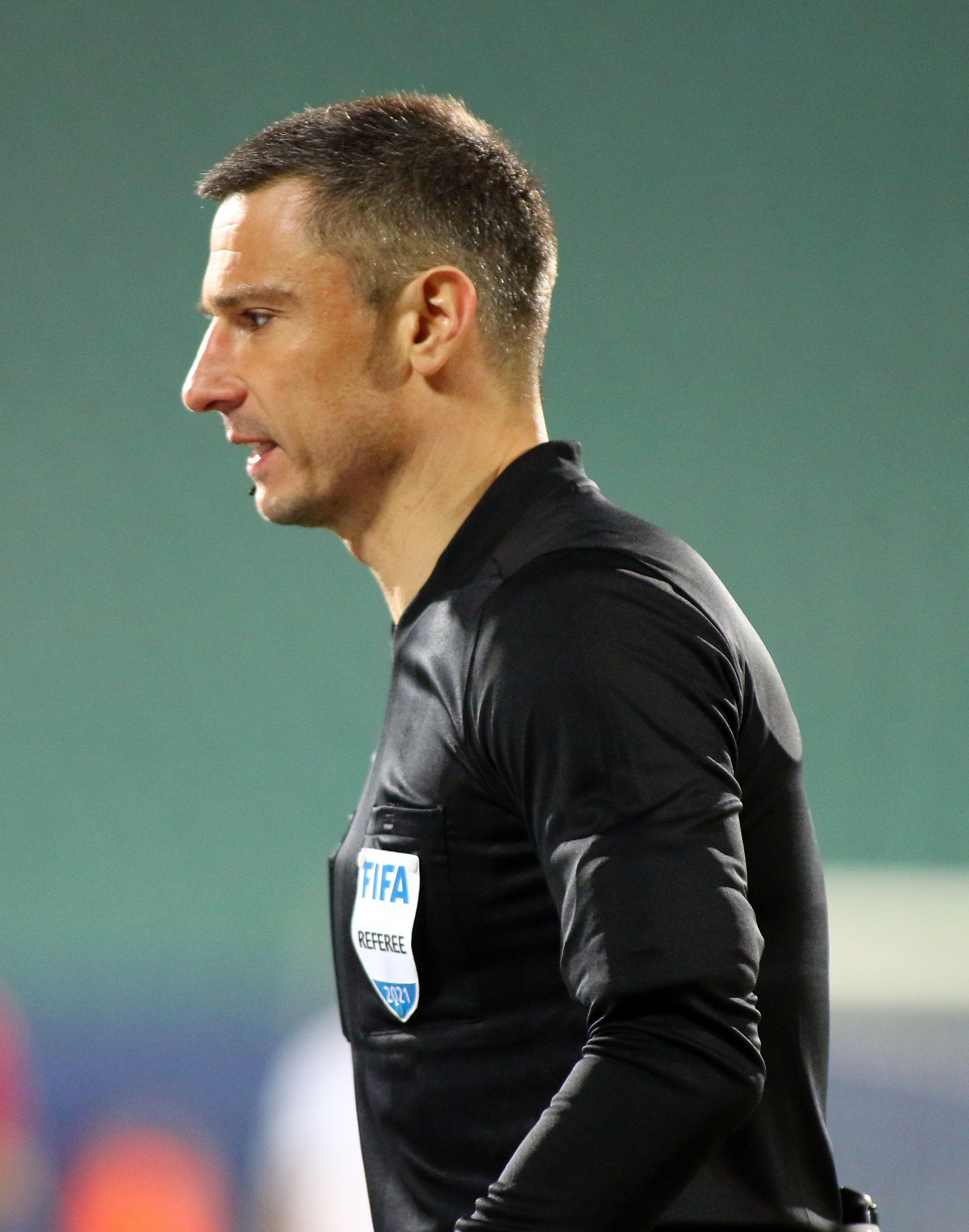
الحكم السلوفيني سلافكو فينتشيتش حكمًا للنهائي.

### الشعار
كُشف عن الشعار الرسمي لنهائي دوري أبطال أوروبا 2024 في قرعة دور المجموعات التي أُقيمت في موناكو في 31 أغسطس 2023.

### الحكام
في 13 مايو 2024، عين الاتحاد الأوروبي لكرة القدم الحكم السلوفيني سلافكو فينتشيتش لإدارة نهائي دوري أبطال أوروبا، بمساعدة مواطنيه: توماش كلانشنيك وأندراج كوفاتشيتش كحكمين مساعدين، ونيج كايتازوفيتش كحكم فيديو مساعد. هؤلاء الثلاثة سبق لهم التحكيم في نهائي الدوري الأوروبي 2022. وانضم إليهم مواطنهم رادي أوبريانوفيتش كمساعد لحكم الفيديو المساعد، والفرنسي فرانسوا ليتكسير كحكم رابع.

### حفل الافتتاح
في 16 مايو 2024، أُعلن عن أن المغني الأمريكي ليني كرافيتز سيكون الفنان الرئيسي في حفل افتتاح نهائي دوري أبطال أوروبا.

## المباراة

### ملخص
بدأت المباراة في الساعة 21:00 بحضور 86,212 متفرج. في الدقيقة 21، مرر ماتس هوملز الكرة إلى كريم أديمي، الذي تجاوز تيبو كورتوا بدفع الكرة إلى يمين الحارس ومحاولة التسديد، لكن داني كارفاخال عاد ليتصدى لمحاولته. بعد دقيقتين، مرر أديمي الكرة من خلال دفاع مدريد وأطلق نيكلاس فولكروج، الذي سدد الكرة لترتطم بالقائم. ثم شن دورتموند هجمة مرتدة بعد أن مرر براندت الكرة لأديمي، الذي لم يستطع التسجيل على كورتوا من زاوية ضيقة، حيث قام الأخير بالتصدي للمحاولة الأولى، قبل أن ينقذ متابعة فولكروج. كانت هناك أربع دقائق من الوقت المحتسب بدل الضائع بسبب حدوث سلسلة من الاقتحامات من قبل بعض الجماهير في بداية المباراة.

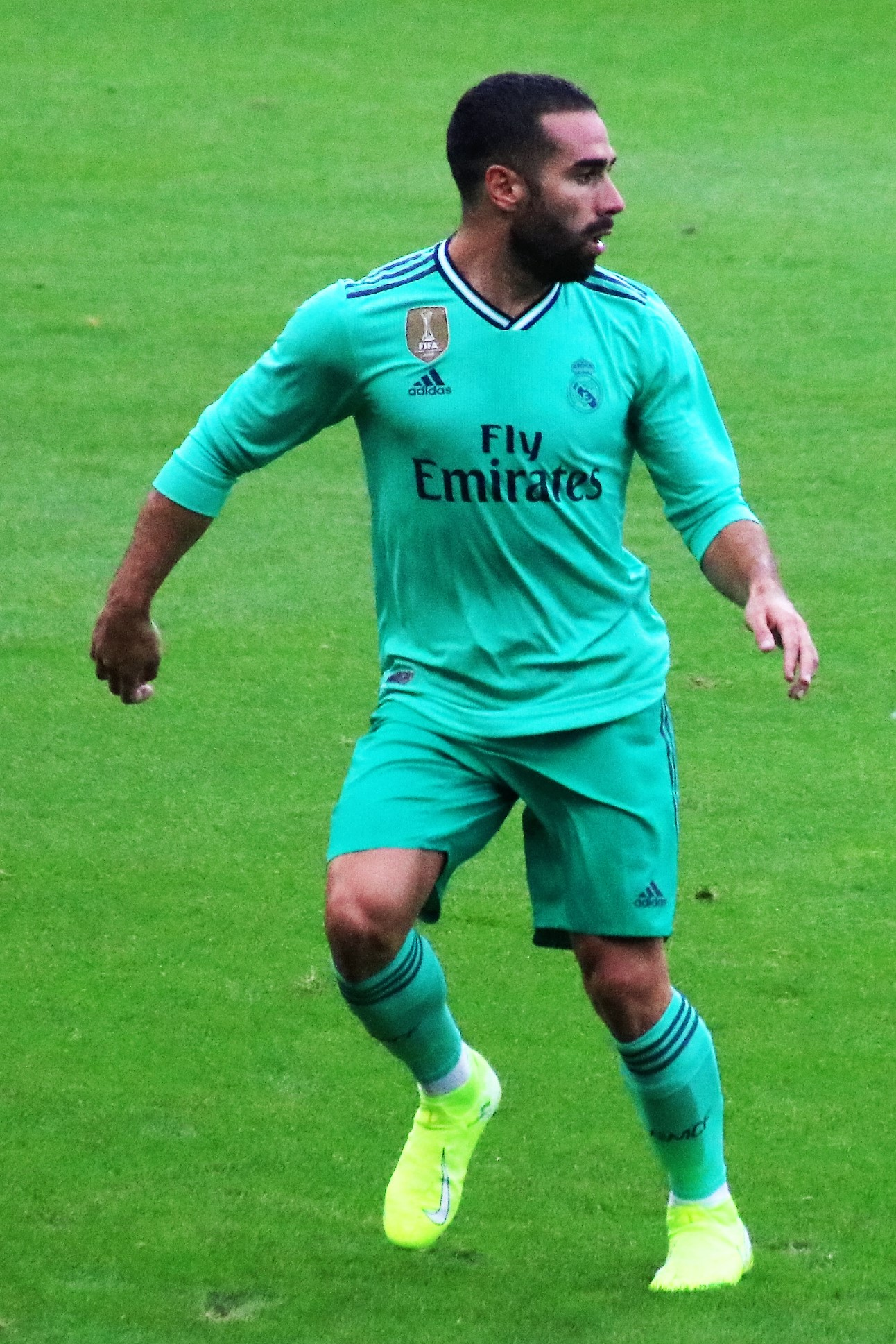
داني كارفاخال حصل على جائزة أفضل لاعب في المباراة وهو أول مُدافع يُسجل بالنهائي مُنذ سيرخيو راموس في نهائي دوري أبطال أوروبا 2016.

لم يقم أي من الفريقين بأي تغييرات في التشكيلة بين الشوطين. في الدقيقة 49، عرض توني كروس ركلة حرة نحو منطقة جزاء دورتموند، حيث أرسل كارفاخال رأسية فوق العارضة. واصل مدريد الضغط حيثُ أرسل فينيسيوس جونيور كرة عرضية نحو منطقة الجزاء، قام نيكو شلوتربيك بتوجيهها بالخطأ إلى كارفاخال، الذي حاول التسديد على الطائر ولكن إيان ماتسين تصدى لمحاولته. ضغط دورتموند مجددًا للبحث عن هدف حيث لعب أديمي كرة عرضية في منطقة الجزاء نحو فولكروج، الذي وجه رأسية قوية تصدى لها كورتوا. أرسل فينيسيوس كرة عرضية أخرى من الجهة اليسرى إلى جود بيلينغهام، الذي فشل في الوصول إلى الكرة التي مرت بجوار القائم.
قام دورتموند بأول تبديل له في المباراة، حيثُ خرج أديمي ودخل ماركو رويس. قبل 15 دقيقة من نهاية المباراة، منح كارفاخال التقدم لريال مدريد في الدقيقة 74 بعد رأسية محكمة من ركنية كروس من الجهة اليسرى. حصل مدريد على فرصة أخرى للتسجيل، حيث مرر إدواردو كامافينغا الكرة إلى بيلينغهام، الذي حاول التسديد نحو المرمى، ولكن شلوتربيك تصدى لمحاولته. قام دورتموند بإجراء تغييرين هجوميّين، حيث خرج القائد إيمري كان وجوليان براندت ودخل دونييل مالين وسيباستيان هالر.
اقترب مدريد من تسجيل هدف ثانٍ مجددًا، حيثُ تصدى كوبل لتسديدة كامافينغا من خارج المنطقة ورأسية ناتشو من ركنية كروس. في الدقيقة 83، قام ماتسين بتمرير الكرة بالخطأ إلى بيلينغهام، الذي مررها إلى فينيسيوس على يساره، حيث قام الأخير بلمسة ووضع الكرة في شباك كوبل ليضاعف تقدم مدريد. قام مدريد بأول تغييراته حيث خرج بيلينغهام وكروس ودخل جوسيلو ولوكا مودريتش. قام دورتموند بإجراء تبديله الأخير، حيث خرج جادون سانشو ودخل جيمي باينو-جيتينز.
لعب مالين كرة عرضية إلى فولكروج، الذي وجه رأسية إلى الجانب الأيسر من الشباك وسجل الهدف، لكن أُلغي الهدف بداعي التسلل. قام مدريد بتغييرين آخرين في الوقت المحتسب بدل الضائع، حيث خرج رودريغو وفينيسيوس ودخل إيدير ميليتاو ولوكاس فاسكيز. انتهت المباراة بعد خمس دقائق من الوقت المحتسب بدل الضائع بفوز مدريد 2-0.

### التفاصيل
حُدد الفريق «المُضيف» (لأغراض إدارية) من خلال قرعة إضافية أُقيمت بعد قرعتي ربع النهائي ونصف النهائي.
| بوروسيا دورتموند | 0–2   | ريال مدريد                              |
| ---------------- | ----- | --------------------------------------- |
|                  | تقرير | 74' داني كارفاخال · 83' فينيسيوس جونيور |

| بوروسيا دورتموند | ريال مدريد |

### التشكيلات
| GK            | 1  | جريجور كوبل     |     |     |
| RB            | 26 | جوليان رايرسون  |     |     |
| CB            | 15 | ماتس هوملز      | 79' |     |
| CB            | 4  | نيكو شلوتربيك   | 40' |     |
| LB            | 22 | إيان ماتسين     |     |     |
| DM            | 23 | إمري تشان       |     | 80' |
| DM            | 20 | مارسيل زابيتسر  | 43' |     |
| RW            | 10 | جيدون سانشو     |     | 87' |
| AM            | 19 | يوليان براندت   |     | 80' |
| LW            | 27 | كريم أديمي      |     | 72' |
| CF            | 14 | نيكلاس فولكروغ  |     |     |
| التبديلات:    |    |                 |     |     |
| GK            | 33 | أليكسندر ماير ‏  |     |     |
| GK            | 35 | مارسيل لوتكا    |     |     |
| DF            | 25 | نيكلاس زوله     |     |     |
| MF            | 6  | صالح أوزجان     |     |     |
| MF            | 8  | فيليكس نميشا    |     |     |
| MF            | 11 | ماركو رويس      |     | 72' |
| MF            | 17 | ماريوس وولف     |     |     |
| MF            | 38 | كجيل أريك واتين |     |     |
| MF            | 43 | جيمي بينو جيتنز |     | 87' |
| FW            | 9  | سيباستيان هالير |     | 80' |
| FW            | 18 | يوسوفا موكوكو   |     |     |
| FW            | 21 | دونيايل مالين   |     | 80' |
| المدرب:       |    |                 |     |     |
| إيدين تيرزيتش |    |                 |     |     |

| GK             | 1  | تيبو كورتوا       |     |       |
| RB             | 2  | داني كارفاخال     |     |       |
| CB             | 22 | أنطونيو روديغر    |     |       |
| CB             | 6  | ناتشو             |     |       |
| LB             | 23 | فيرلاند ميندي     |     |       |
| DM             | 12 | إدواردو كامافينغا |     |       |
| CM             | 15 | فيديريكو فالفيردي |     |       |
| CM             | 8  | توني كروس         |     | 85'   |
| AM             | 5  | جود بيلينغهام     |     | 85'   |
| CF             | 11 | رودريغو           |     | 90'   |
| CF             | 7  | فينيسيوس جونيور   | 35' | 90+4' |
| التبديلات:     |    |                   |     |       |
| GK             | 13 | أندري لونين       |     |       |
| GK             | 25 | كيبا أريزابالاغا  |     |       |
| DF             | 3  | إيدر ميليتاو      |     | 90'   |
| DF             | 4  | دافيد ألابا       |     |       |
| DF             | 17 | لوكاس فاسكيز      |     | 90+4' |
| DF             | 20 | فران غارسيا       |     |       |
| MF             | 10 | لوكا مودريتش      |     | 85'   |
| MF             | 18 | أوريلين تشواميني  |     |       |
| MF             | 19 | داني سيبايوس      |     |       |
| MF             | 21 | إبراهيم دياز      |     |       |
| MF             | 24 | أردا غولر         |     |       |
| FW             | 14 | خوسيلو            |     | 85'   |
| المدرب:        |    |                   |     |       |
| كارلو أنشيلوتي |    |                   |     |       |

| - رجل المباراة: داني كارفاخال (ريال مدريد) - الحكام المساعدون: توماز كلانتشنيك (سلوفينيا) أندراز كوفاتشيتش (سلوفينيا) - الحكم الرابع: فرانسوا ليتكسير (فرنسا) - حكم مساعد احتياطي: سيريل مونييه (فرنسا) - حكم تقنية الفيديو:نيك كاياتزوفيتش (سلوفينيا) - مساعد حكم تقنية الفيديو: رادي أوبرينوفيتش (سلوفينيا) - داعم مساعد حكم تقنية الفيديو: ماسيميليانو إيراتي (إيطاليا) | قواعد المباراة - يقام نهائي المسابقة من مباراة واحدة بنظام خروج المغلوب. - تلعب المباراة من 90 دقيقة مقسومة إلى شوطين مدة كل شوط 45 دقيقة. - تلعب أشواط إضافية في حال استمرار التعادل من 30 دقيقة مقسومة إلى شوطين مدة كل شوط 15 دقيقة. - تطبق قاعدة ركلات الجزاء الترجيحية في حال استمرار التعادل في الأشواط الإضافية. - تواجد 12 لاعب بديل على مقاعد الاحتياط، يمكن إجراء ما يصل إلى خمسة تغيرات، بالإضافة إلى إمكانية تغيير سادس في حال وصول المباراة للأشواط الإضافية. - يتأهل بطل دوري أبطال أوروبا للمشاركة في بطولة كأس السوبر الأوروبي 2024. |

## بعد المباراة
حصل لوكا مودريتش وداني كارفاخال وناتشو وتوني كروس على لقبهما السادس في المسابقة، ليعادلوا رقم الإسباني باكو خينتو الصامد منذ 1966.

## اُنظر أيضًا
- نهائي الدوري الأوروبي 2024
- كأس السوبر الأوروبي 2024

## وصلات خارجية
- دوري أبطال أوروبا (الموقع الرسمي)